# Phobetes femorator
Phobetes femorator är en stekelart som först beskrevs av Thomson 1894.  Phobetes femorator ingår i släktet Phobetes och familjen brokparasitsteklar. Arten är reproducerande i Sverige. Inga underarter finns listade i Catalogue of Life.